# Trans (álbum)
Trans es del decimocuarto álbum de estudio del músico canadiense Neil Young, publicado por la compañía discográfica Geffen Records en diciembre de 1982. Parcialmente grabado y publicado durante su etapa en Geffen en la década de 1980, Trans supuso un cambio musical para Young, debido al uso prominente de un vocoder en seis de los nueve temas. Aunque el álbum obtuvo un éxito comercial inferior, varios periodistas señalaron que el álbum explora nuevos movimientos musicales, de forma semejante a lo que el músico hizo anteriormente en Rust Never Sleeps o posteriormente en Mirror Ball.

## Trasfondo
En 1982, Young abandonó Reprise Records, su compañía discográfica desde su debut en solitario en 1968, y firmó un contrato con Geffen Records. El sello había sido fundado por David Geffen, quien trabajó con Young como representante de Crosby, Stills & Nash. El contrato de Young le garantizó un millón de dólares por álbum publicado, así como el completo control creativo sobre su trabajo.
Entre finales de 1980 y mediados de 1982, Young pasó gran parte de su tiempo yendo a programas de terapia con Ben, su hijo, que había nacido con parálisis cerebral y no podía hablar. Neil no había hablado sobre sus más recientes proyectos con nadie, por lo que no conocían que la naturaleza repetitiva de las canciones de su anterior disco, Re-ac-tor, así como los nuevos temas de Trans, eran ejercicios que realizaba con Ben. Su trabajo en Trans comenzó a finales de 1981 como una continuación de Re-ac-tor, con el respaldo del grupo Crazy Horse. Sin embargo, Young pronto comenzó a tocar con dos nuevos equipos que había adquirido recientemente, un synclavier y un vocoder. Según el guitarrista Frank Sampedro: «Lo siguiente que supimos es que Neil quitó toda nuestra música, sobregrabó todo ese material, el vocoder, y puso sintetizadores de mierda en ellos».
La nueva dirección musical de Young estuvo influida por los experimentos electrónicos del grupo alemán Kraftwerk, aunque la distorsión de su voz a través del vocoder reflejaba un interés por comunicarse con su hijo. «En ese momento estaba intentando encontrar un nuevo modo de hablar, de comunicarme con otra gente. De eso trata Trans. Y es por eso, que en ese disco, sabes que estoy diciendo algo pero no lo puedes entender. Bueno, ese es exactamente el sentimiento que yo tenía con mi hijo».
En principio, el primer trabajo de Young bajo su nuevo contrato discográfico iba a ser Island in the Sun, un proyecto completamente diferente que comenzó a grabar en Hawái en mayo de 1982. Según el músico, era «una cosa tropical sobre navegación, civilizaciones antiguas, islas y agua». Young comentó posteriormente: «Geffen pensó que estaba bien, pero creía que no era suficiente».
En lugar de grabar nuevo material, Young volvió sobre las canciones grabadas con sintetizadores, grabadas en sus últimos días con Reprise, y elaboró un disco con canciones de ambos proyectos, tres de Island in the Sun y seis de canciones electrónicas. Young propuso hacer un video para acompañar a Trans y aclarar el significado del álbum. Según Young: «Todas las voces electrónicas estaban trabajando en un hospital, y lo que estaban intentando era enseñar a un pequeño bebé a pulsar un botón».
Tras un año de trabajo, el álbum fue mezclado con prisa porque Young tenía que salir de gira, e incluso el músico alteró el orden final de las canciones, dado que existe un tema, «If You Got Love» en la lista de canciones que no fue finalmente incluido en el disco. Porciones de varios temas de Trans aparecieron también en el largometraje Human Highway, dirigido por el propio Young bajo el seudónimo de Bernard shakey.
Trans, junto con su siguiente trabajo, Everybody's Rockin', sentaron las bases de una demanda que Geffen emprendió contra Young por hacer «música no representativa y deliberadamente no comercial».

## Lista de canciones
Todas las canciones escritas y compuestas por Neil Young. 
| Cara A |                                    |          |  |
| N.º    | Título                             | Duración |  |
| 1.     | «Little Thing Called Love»         | 3:13     |  |
| 2.     | «Computer Age»                     | 5:24     |  |
| 3.     | «We R in Control»                  | 3:31     |  |
| 4.     | «Transformer Man»                  | 3:23     |  |
| 5.     | «Computer Cowboy (AKA Syscrusher)» | 4:13     |  |

| Cara B |                        |          |  |
| N.º    | Título                 | Duración |  |
| 1.     | «Hold On to Your Love» | 3:28     |  |
| 2.     | «Sample and Hold»      | 5:09     |  |
| 3.     | «Mr. Soul»             | 3:19     |  |
| 4.     | «Like an Inca»         | 8:08     |  |

## Personal
- Neil Young: guitarra, bajo, sintetizador, synclavier, vocoder, piano eléctrico y Voz.
- Nils Lofgren: guitarra, piano, órgano, piano eléctrico, synclavier y coros.
- Ben Keith: pedal steel guitar, guitarra slide y coros.
- Bruce Palmer: bajo
- Ralph Molina: batería y coros.
- Joe Lala: percusión y coros.
- Frank Sampedro: guitarra
- Billy Talbot: bajo

## Posición en listas
| País           | Lista                      | Posición |
| -------------- | -------------------------- | -------- |
| Alemania       | Media Control Top-50 Chart | 51       |
| Canadá         | Canadian Albums Chart      | 8        |
| Estados Unidos | Billboard 200              | 19       |
| Noruega        | VG-lista Albums Chart      | 13       |
| Nueva Zelanda  | New Zealand Albums Chart   | 10       |
| Reino Unido    | UK Albums Chart            | 29       |
| Países Bajos   | Mega Album Top 100         | 32       |
| Suecia         | Albums Top 60              | 6        |

| Sencillo                   | Lista                  | Posición más alta |
| -------------------------- | ---------------------- | ----------------- |
| «Little Thing Called Love» | Mainstream Rock Tracks | 12                |
| «Little Thing Called Love» | Billboard Hot 100      | 71                |
| «Mr. Soul»                 | Mainstream Rock Tracks | 14                |